# Pseudadoretus frontatus
Pseudadoretus frontatus är en skalbaggsart som beskrevs av Hermann Burmeister 1855. Pseudadoretus frontatus ingår i släktet Pseudadoretus och familjen Rutelidae. Inga underarter finns listade i Catalogue of Life.